# Pensioen- en Uitkeringsraad

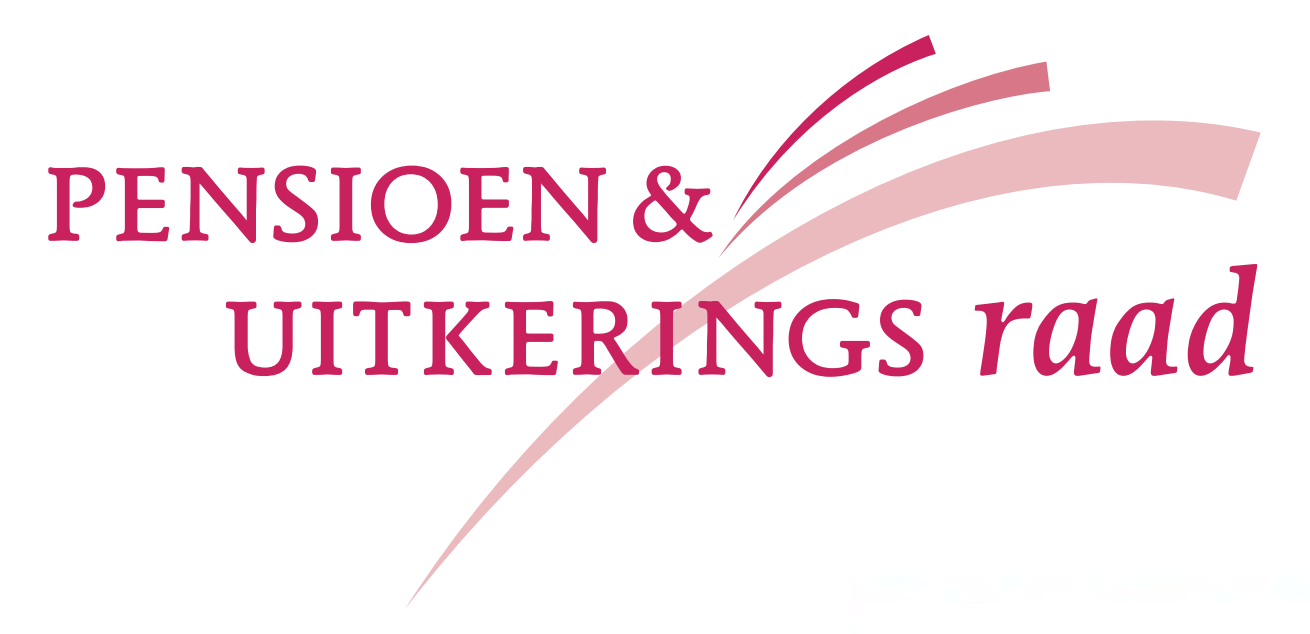
De logo van de Pensioen- en Uitkeringsraad.

De Pensioen- en Uitkeringsraad (PUR) is verantwoordelijk voor de toelating tot de regelingen die financiële ondersteuning bieden aan (nabestaanden van) verzetsdeelnemers en slachtoffers van de Tweede Wereldoorlog en de periode van ongeregeldheden in het voormalig Nederlands-Indië. De PUR stelt het beleid voor deze regelingen vast en adviseert de Sociale Verzekeringsbank (SVB), die verantwoordelijk is voor de uitvoering van deze regelingen, in alle zaken waarin het vastgestelde beleid niet voorziet. De PUR is een  zelfstandig bestuursorgaan en werd oorspronkelijk per 1 juli 1990 bij wet ingesteld. De verdeling van taken en verantwoordelijkheden tussen de PUR en de SVB is vastgelegd in de Wet uitvoering wetten verzetsdeelnemers en oorlogsgetroffenen (Wuvo), die op 1 januari 2011 van kracht werd. De minister van Volksgezondheid, Welzijn en Sport (VWS) is politiek verantwoordelijk, financier en toezichthouder.
De werkzaamheden worden in Leiden uitgevoerd. 

## Strekking
De Pensioen- en Uitkeringsraad formuleert zijn missie als volgt: 
De Raad wil de financiële ondersteuning voor verzetsdeelnemers en oorlogsgetroffenen en hun nabestaanden op een herkenbare en zorgvuldige manier tot aan de laatste getroffene verzorgen. Hierbij speelt de Raad in op de individuele zorgbehoefte van de cliënt, met het oog voor de continuïteit, de rechtmatigheid en de kwaliteit van de wetstoepassing.
De wetten voor verzetsdeelnemers en oorlogsgetroffenen zijn gebaseerd op: 
- een 'ereschuld' van het Nederlandse volk ten opzichte van verzetsdeelnemers,
- een bijzondere solidariteit ten opzichte van vervolgden en burger-oorlogsslachtoffers.

De regelingen voorzien in inkomensaanvullende pensioenen en uitkeringen en/of bijdragen in kosten die worden gemaakt in verband de lichamelijke en/of geestelijke gevolgen van de Tweede Wereldoorlog en de periode van ongeregeldheden in het voormalig Nederlands-Indië.

## Taken PUR
Tot het werkterrein van de Pensioen- en Uitkeringsraad (PUR) behoren de volgende regelingen: 
- Wet buitengewoon pensioen 1940-1945 (Wbp)
- Wet buitengewoon pensioen zeelieden-oorlogsslachtoffers (Wbpzo)
- Wet uitkeringen vervolgingsslachtoffers 1940-1945 (Wuv)
- Wet uitkeringen burger-oorlogsgetroffenen 1940-1945 (Wubo)
- Wet buitengewoon pensioen Indisch verzet (Wiv)
- Tijdelijke vergoedingsregeling psychotherapie naoorlogse generatie (Tvp)
- De Algemene oorlogsongevallenregeling (AOR)

De PUR stelt het beleid vast voor bovengenoemde regelingen. De PUR beslist op aanvragen van personen die nog geen financiële aanspraken ontlenen aan de regeling waarop een beroep wordt gedaan, met uitzonderingen van aanvragen voor de Tvp. De SVB beslist op alle aanvragen voor de Tvp en op aanvragen van personen die wel al een financiële aanspraak ontlenen aan de regeling waarvoor een aanvraag wordt gedaan. De voorbereiding en uitvoering van de beslissingen van de PUR is eveneens opgedragen aan de SVB.  
Tot 1 januari 2011 was de PUR als zelfstandig bestuursorgaan verantwoordelijk voor zowel de toepassing als de uitvoering van de Wbp, Wbpzo, Wuv, Wubo, Wiv en Tvp. Per 1 januari 2015 is de PUR ook verantwoordelijk geworden voor het beleid en de toelating tot de Algemene Oorlogsongevallenregeling (AOR). Tot 1 januari 2015 lag de verantwoordelijkheid voor de toepassing en uitvoering van de AOR bij de Commissie AOR (CAOR).

## Organisatie
De Pensioen- en Uitkeringsraad (PUR) heeft geen werknemers, maar wordt bij zijn werkzaamheden ondersteund door de SVB. De PUR bestaat per 1 januari 2019 uit vijf leden, inclusief de voorzitter. De PUR publiceert ieder jaar een jaarverslag dat raadpleegbaar is via internet. 